# 洪烛
洪烛（1967年5月20日—2020年3月18日），男，原名王军，江苏南京人。中国诗人，散文家。中国作家协会会员，中国文联出版社文学编辑室原主任。

## 生平
1967年生于南京。1979年入读南京市梅园中学，1985年高考预考时因为偏科而落榜，后来在教导主任的帮助下，因文学创作突出被武汉大学中文系破格录取。大学期间，他与同学创立了珞珈诗派，以写作青春题材出名。
1989年毕业后分配至北京工作。从1993年开始，他不再写诗，转而创作青春散文。曾被《女友》杂志评为“全国十佳青年作家”，与汪国真、邓皓、赵冬并称中国诗坛“四大白马王子”。2005年应邀第一次赴新疆采风，后来出版了一些关于西域题材的诗集。2018年，洪烛入驻湖南红网文艺频道，开设诗歌专栏《洪烛：诗写仓央嘉措情史》，成为中国第一个以诗性的方式写作仓央嘉措的文学专栏。
2018年11月23日因突发脑溢血被送入医院抢救。2020年3月18日下午在江苏南京去世，年仅52岁。

## 作品
著有诗集《南方音乐》《你是一张旧照片》《我的西域》《仓央嘉措心史》《仓央嘉措情史》等，长篇小说《两栖人》，散文集《我的灵魂穿着一双草鞋》《浪漫的骑士》《眉批天空》《梦游者的地图》《抚摸古典的中国——洪烛自选集》《游牧北京》《冰上舞蹈的黄玫瑰》《北京的梦影星尘》《北京的前世今生》《北京的金粉遗事》《眉批大师》《与智者同行》《晚上8点的阅读》《铁锤锻打的玫瑰》《拆散的笔记本》《风流不见使人愁》《多少风物烟雨中》等。

## 主要荣誉
| 获奖时间  | 奖项名称                       | 获奖作品       | 参考  |
| --------- | ------------------------------ | -------------- | ----- |
| 2002年4月 | 首届老舍散文奖三等奖           | 《北京的茶馆》 | [ 5 ] |
| 2009年9月 | 中国诗歌学会第二届徐志摩诗歌奖 | 《我的西域》   | [ 6 ] |
| 2012年8月 | 中国散文学会第五届冰心散文奖   | 《黄河》       | [ 7 ] |